# 枚岡駅
枚岡駅（ひらおかえき）は、大阪府東大阪市出雲井町にある、近畿日本鉄道（近鉄）奈良線の駅。駅番号はA14。なお「枚岡」の駅名は駅前にある枚岡神社から来ており、旧枚岡市の中心駅というわけではない。

## 歴史
- 1914年（大正3年）4月30日：大阪電気軌道上本町（現・大阪上本町） - 奈良（現・近鉄奈良）間開通時に開業[1]。
- 1928年（昭和3年）1月24日：枚岡駅より東高野街道沿いに信貴山口まで大軌枚岡線が免許交付。詳細は大阪電気軌道未成線を参照。
- 1941年（昭和16年）3月15日：参宮急行電鉄との合併により関西急行鉄道の駅となる[1]。
- 1944年（昭和19年）6月1日：会社合併により近畿日本鉄道の駅となる[1]。
- 1992年（平成4年）3月19日：ホーム延長工事完成で6両編成対応になる[2]。昼間の普通が1時間あたり3本から6本になる。
- 2006年（平成18年）3月21日：この日より新設された区間準急の停車駅になる。昼間は普通が1時間当たり3本、区間準急が1時間当たり3本の停車となる。
- 2007年（平成19年）4月1日：PiTaPa使用開始[3]。
- 2024年（令和6年）11月10日 - 終日無人化[4]。

## 駅構造

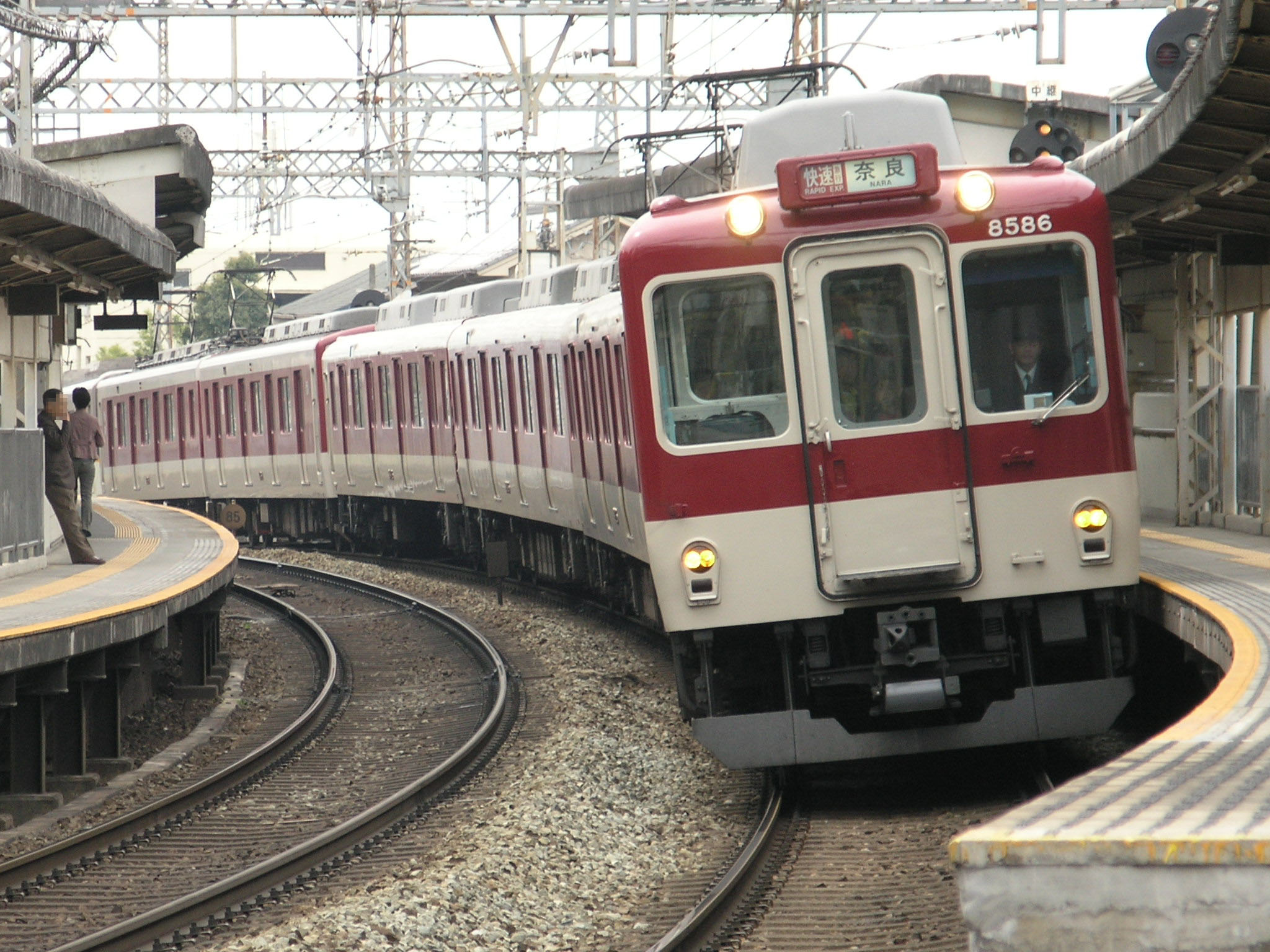
車体を傾けながら駅を通過する快速急行

相対式2面2線のホームを持つ地上駅。30‰を超える勾配や、カーブの途中に駅が設置されているため、線路にカントがつけられており停車する電車は大きく傾く。ホーム有効長は6両で、改札口から北側（奈良方面側）は幅が狭くなっている。両ホームとも改札口が別々に存在し、駅構内で上下ホームの行き来はできないため、改札外に駅の東西を結ぶ地下道がある。
無人駅で、駅遠隔監視システムが導入されている（管理駅は東花園駅）。2024年（令和6年）11月9日までは終日有人駅だった。PiTaPa・ICOCA対応の自動改札機並びに自動精算機（回数券カード及びICカードのチャージに対応）が設置されている。

### のりば
| のりば | 路線     | 方向 | 行先               |
| ------ | -------- | ---- | ------------------ |
| 1      | A 奈良線 | 下り | 近鉄奈良方面       |
| 2      | A 奈良線 | 上り | 大阪難波・尼崎方面 |

## 利用状況
2023年11月7日における1日乗降人員は4,227人である。奈良線全駅中、額田駅に次いで少ない。
近年における1日乗降人員の推移は下表の通り。
| 年度               | 特定日利用状況 | 特定日利用状況 | 特定日利用状況 | 特定日利用状況 | 1日平均 乗車人員 | 出典       | 出典          | 出典            |
| 年度               | 調査日         | 乗車人員       | 降車人員       | 乗降人員       | 1日平均 乗車人員 | 近鉄       | 大阪府        | 東大阪市        |
| ------------------ | -------------- | -------------- | -------------- | -------------- | ---------------- | ---------- | ------------- | --------------- |
| 1990年（平成02年） | 11月06日       | 3,894          | 4,723          | 8,617          |                  |            | [ 大阪府 1 ]  |                 |
| 1991年（平成03年） | -              | -              | -              | -              |                  |            | [ 大阪府 2 ]  |                 |
| 1992年（平成04年） | 11月10日       | 3,227          | 3,278          | 6,505          |                  |            | [ 大阪府 3 ]  |                 |
| 1993年（平成05年） | -              | -              | -              | -              |                  |            | [ 大阪府 4 ]  |                 |
| 1994年（平成06年） | -              | -              | -              | -              |                  |            | [ 大阪府 5 ]  |                 |
| 1995年（平成07年） | 12月05日       | 2,979          | 3,192          | 6,171          |                  |            | [ 大阪府 6 ]  |                 |
| 1996年（平成08年） | -              | -              | -              | -              |                  |            | [ 大阪府 7 ]  |                 |
| 1997年（平成09年） | -              | -              | -              | -              |                  |            | [ 大阪府 8 ]  |                 |
| 1998年（平成10年） | 11月10日       | 3,095          | 3,264          | 6,359          |                  |            | [ 大阪府 9 ]  |                 |
| 1999年（平成11年） | -              | -              | -              | -              | 2,989            |            | [ 大阪府 10 ] | [ 東大阪市 1 ]  |
| 2000年（平成12年） | 11月07日       | 2,930          | 3,216          | 6,146          | 2,948            |            | [ 大阪府 11 ] | [ 東大阪市 1 ]  |
| 2001年（平成13年） | -              | -              | -              | -              | 2,906            |            | [ 大阪府 12 ] | [ 東大阪市 1 ]  |
| 2002年（平成14年） | -              | -              | -              | -              | 2,809            |            | [ 大阪府 13 ] | [ 東大阪市 1 ]  |
| 2003年（平成15年） | 11月11日       | 2,831          | 2,892          | 5,723          | 2,783            |            | [ 大阪府 14 ] | [ 東大阪市 1 ]  |
| 2004年（平成16年） | -              | -              | -              | -              | 2,738            |            | [ 大阪府 15 ] | [ 東大阪市 2 ]  |
| 2005年（平成17年） | 11月08日       | 2,574          | 2,642          | 5,216          | 2,651            |            | [ 大阪府 16 ] | [ 東大阪市 3 ]  |
| 2006年（平成18年） | -              | -              | -              | -              | 2,709            |            | [ 大阪府 17 ] | [ 東大阪市 4 ]  |
| 2007年（平成19年） | -              | -              | -              | -              | 2,677            |            | [ 大阪府 18 ] | [ 東大阪市 5 ]  |
| 2008年（平成20年） | 11月18日       | 2,440          | 2,481          | 4,921          | 2,625            |            | [ 大阪府 19 ] | [ 東大阪市 6 ]  |
| 2009年（平成21年） | -              | -              | -              | -              | 2,536            |            | [ 大阪府 20 ] | [ 東大阪市 7 ]  |
| 2010年（平成22年） | 11月09日       | 2,669          | 2,360          | 5,029          | 2,549            | [ 近鉄 1 ] | [ 大阪府 21 ] | [ 東大阪市 8 ]  |
| 2011年（平成23年） | -              | -              | -              | -              | 2,600            |            | [ 大阪府 22 ] | [ 東大阪市 9 ]  |
| 2012年（平成24年） | 11月13日       | 2,515          | 2,556          | 5,071          | 2,671            | [ 近鉄 2 ] | [ 大阪府 23 ] | [ 東大阪市 10 ] |
| 2013年（平成25年） | -              | -              | -              | -              | 2,715            |            | [ 大阪府 24 ] | [ 東大阪市 11 ] |
| 2014年（平成26年） | -              | -              | -              | -              | 2,671            |            | [ 大阪府 25 ] | [ 東大阪市 12 ] |
| 2015年（平成27年） | 11月10日       | 2,490          | 2,678          | 5,168          | 2,733            | [ 近鉄 3 ] | [ 大阪府 26 ] | [ 東大阪市 13 ] |
| 2016年（平成28年） | -              | -              | -              | -              | 2,710            |            | [ 大阪府 27 ] | [ 東大阪市 14 ] |
| 2017年（平成29年） | -              | -              | -              | -              | 2,666            |            | [ 大阪府 28 ] | [ 東大阪市 15 ] |
| 2018年（平成30年） | 11月13日       | 2,366          | 2,433          | 4,799          | 2,651            | [ 近鉄 4 ] | [ 大阪府 29 ] | [ 東大阪市 16 ] |
| 2019年（令和元年） | -              | -              | -              | -              | 2,624            |            | [ 大阪府 30 ] | [ 東大阪市 17 ] |
| 2020年（令和02年） | -              | -              | -              | -              | 2,052            |            | [ 大阪府 31 ] | [ 東大阪市 18 ] |
| 2021年（令和03年） | 11月09日       | 1,969          | 1,973          | 3,942          | 2,164            | [ 近鉄 5 ] | [ 大阪府 32 ] | [ 東大阪市 19 ] |
| 2022年（令和04年） | 11月08日       | 2,063          | 2,086          | 4,149          | 2,380            | [ 近鉄 6 ] | [ 大阪府 33 ] | [ 東大阪市 20 ] |
| 2023年（令和05年） | 11月07日       |                |                | 4,227          |                  | [ 近鉄 7 ] |               |                 |

## 駅周辺

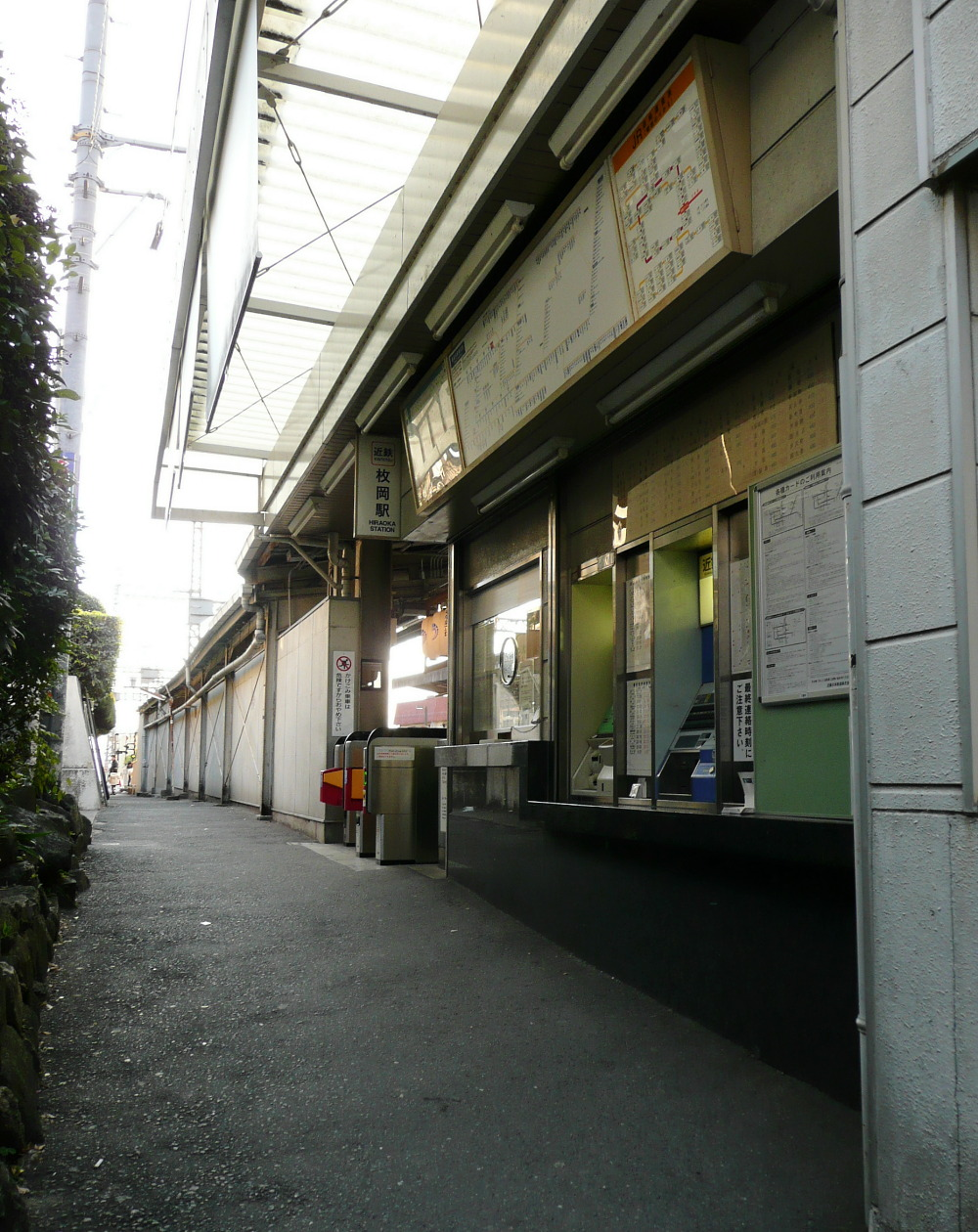
難波方面入口。駅のすぐ手前まで民家が迫っている

- 枚岡神社 - 祭で石段を駆け上がる勇壮なふとん太鼓が有名。
- 枚岡公園
  - 枚岡梅林
- 護国院
- 浄国寺
- 枚岡病院
- 国道308号（暗越奈良街道）
- 暗峠

## 隣の駅
近畿日本鉄道
A 奈良線
■快速急行・■急行・■準急
通過
■区間準急・■普通
瓢箪山駅 (A13) - 枚岡駅 (A14) - 額田駅 (A15)
- 括弧内は駅番号を示している。

### 利用状況の出典
1. ↑  駅別乗降人員 奈良線 橿原線 天理線 - 近畿日本鉄道
2. ↑  大阪府統計年鑑 - 大阪府
3. ↑  東大阪市統計書 - 東大阪市

#### 大阪府統計年鑑
1. ↑  大阪府統計年鑑（平成3年） (PDF)
2. ↑  大阪府統計年鑑（平成4年） (PDF)
3. ↑  大阪府統計年鑑（平成5年） (PDF)
4. ↑  大阪府統計年鑑（平成6年） (PDF)
5. ↑  大阪府統計年鑑（平成7年） (PDF)
6. ↑  大阪府統計年鑑（平成8年） (PDF)
7. ↑  大阪府統計年鑑（平成9年） (PDF)
8. ↑  大阪府統計年鑑（平成10年） (PDF)
9. ↑  大阪府統計年鑑（平成11年） (PDF)
10. ↑  大阪府統計年鑑（平成12年） (PDF)
11. ↑  大阪府統計年鑑（平成13年） (PDF)
12. ↑  大阪府統計年鑑（平成14年） (PDF)
13. ↑  大阪府統計年鑑（平成15年） (PDF)
14. ↑  大阪府統計年鑑（平成16年） (PDF)
15. ↑  大阪府統計年鑑（平成17年） (PDF)
16. ↑  大阪府統計年鑑（平成18年） (PDF)
17. ↑  大阪府統計年鑑（平成19年） (PDF)
18. ↑  大阪府統計年鑑（平成20年） (PDF)
19. ↑  大阪府統計年鑑（平成21年） (PDF)
20. ↑  大阪府統計年鑑（平成22年） (PDF)
21. ↑  大阪府統計年鑑（平成23年） (PDF)
22. ↑  大阪府統計年鑑（平成24年） (PDF)
23. ↑  大阪府統計年鑑（平成25年） (PDF)
24. ↑  大阪府統計年鑑（平成26年） (PDF)
25. ↑  大阪府統計年鑑（平成27年） (PDF)
26. ↑  大阪府統計年鑑（平成28年） (PDF)
27. ↑  大阪府統計年鑑（平成29年） (PDF)
28. ↑  大阪府統計年鑑（平成30年） (PDF)
29. ↑  大阪府統計年鑑（令和元年） (PDF)
30. ↑  大阪府統計年鑑（令和2年） (PDF)
31. ↑  大阪府統計年鑑（令和3年） (PDF)
32. ↑  大阪府統計年鑑（令和4年） (PDF)
33. ↑  大阪府統計年鑑（令和5年） (PDF)

#### 東大阪市統計書
1. 1 2 3 4 5  平成16年版　統計書 - 東大阪市 (PDF)
2. ↑  平成17年版　統計書 - 東大阪市 (PDF)
3. ↑  平成18年版　統計書 - 東大阪市 (PDF)
4. ↑  平成19年版　統計書 - 東大阪市 (PDF)
5. ↑  平成20年版　統計書 - 東大阪市 (PDF)
6. ↑  平成21年版　統計書 - 東大阪市 (PDF)
7. ↑  平成22年版　統計書 - 東大阪市 (PDF)
8. ↑  平成23年版　統計書 - 東大阪市 (PDF)
9. ↑  平成24年版　統計書 - 東大阪市 (PDF)
10. ↑  平成25年版　統計書 - 東大阪市 (PDF)
11. ↑  平成26年版　統計書 - 東大阪市 (PDF)
12. ↑  平成27年版　統計書 - 東大阪市 (PDF)
13. ↑  平成28年版　統計書 - 東大阪市 (PDF)
14. ↑  平成29年版　統計書 - 東大阪市 (PDF)
15. ↑  平成30年版　統計書 - 東大阪市 (PDF)
16. ↑  令和元年版　統計書 - 東大阪市 (PDF)
17. ↑  令和2年版　統計書 - 東大阪市 (PDF)
18. ↑  令和3年版　統計書 - 東大阪市 (PDF)
19. ↑  令和4年版　統計書 - 東大阪市 (PDF)
20. ↑  令和5年版　統計書 - 東大阪市 (PDF)

#### 近畿日本鉄道
1. ↑  “駅別乗降人員 奈良線 橿原線 天理線”.   近畿日本鉄道. 2013年3月23日時点のオリジナルよりアーカイブ。2024年12月10日閲覧。
2. ↑  “駅別乗降人員 奈良線 橿原線 天理線”.   近畿日本鉄道. 2014年3月6日時点のオリジナルよりアーカイブ。2024年12月10日閲覧。
3. ↑  “駅別乗降人員 奈良線 橿原線 天理線”.   近畿日本鉄道. 2016年6月8日時点のオリジナルよりアーカイブ。2024年12月10日閲覧。
4. ↑  “駅別乗降人員 奈良線 橿原線 天理線”.   近畿日本鉄道. 2020年2月18日時点のオリジナルよりアーカイブ。2024年12月10日閲覧。
5. ↑  近鉄線駅別乗降人員データ【調査日：令和3年11月9日(火)】 (PDF)
6. ↑  近鉄線駅別乗降人員データ【調査日：令和4年11月8日(火)】 (PDF)
7. ↑  近鉄線駅別乗降人員データ【調査日：令和5年11月7日(火)】 (PDF)